# Mandeure
Mandeure est une commune française située dans le département du Doubs, la région culturelle et historique de Franche-Comté et la région administrative Bourgogne-Franche-Comté. 
Ses habitants se nomment les Mandubiens et Mandubiennes.

## Géographie
Arrosée par la rivière le Doubs, Mandeure est rattachée à Pays de Montbéliard Agglomération. Elle est intégrée dans l'aire urbaine Belfort-Montbéliard-Héricourt-Delle.
|             |          | Valentigney |
| Mathay      | Mandeure | Bondeval    |
| Bourguignon | Écurcey  |             |

### Voies de communication et transports
Mandeure est traversée par la RD 437, issue du déclassement de l'ancienne route nationale 437, un axe reliant Belfort à Saint-Claude.
En 1889, Mandeure est reliée au réseau du tramway de la Vallée d'Hérimoncourt dont elle devient un terminus. L'exploitation de ce réseau à voie métrique cesse en 1932. Cependant, en 1946 les emprises de ce réseau (sur l'accotement des routes) sont réutilisées par l'entreprise Peugeot pour créer des lignes privées à voie normale de desserte de ses usines. L'usine de Beaulieu est ainsi reliée au chemin de fer jusqu'en 1986. La voie n'existe plus actuellement.

### Climat
Pour des articles plus généraux, voir Climat de la Bourgogne-Franche-Comté et Climat du Doubs.
En 2010, le climat de la commune est de type climat de montagne, selon une étude du Centre national de la recherche scientifique s'appuyant sur une série de données couvrant la période 1971-2000. En 2020, Météo-France publie une typologie des climats de la France métropolitaine dans laquelle la commune est dans une zone de transition entre le climat semi-continental et le climat de montagne et est dans la région climatique  Jura, caractérisée par une forte pluviométrie en toutes saisons (1 000 à 1 500 mm/an), des hivers rigoureux et un ensoleillement médiocre. 
Pour la période 1971-2000, la température annuelle moyenne est de 10 °C, avec une amplitude thermique annuelle de 17,3 °C. Le cumul annuel moyen de précipitations est de 1 255 mm, avec 13,4 jours de précipitations en janvier et 10,5 jours en juillet. Pour la période 1991-2020, la température moyenne annuelle observée sur la station météorologique de Météo-France la plus proche, « Saint-Dizier-L'eveque_sapc », sur la commune de Saint-Dizier-l'Évêque à 12 km à vol d'oiseau, est de 10,1 °C et le cumul annuel moyen de précipitations est de 1 099,4 mm. 
La température maximale relevée sur cette station est de 37 °C, atteinte le 13 août 2003 ; la température minimale est de −17,4 °C, atteinte le 20 décembre 2009,,. 
Les paramètres climatiques de la commune ont été estimés pour le milieu du siècle (2041-2070) selon différents scénarios d'émission de gaz à effet de serre à partir des nouvelles projections climatiques de référence DRIAS-2020. Ils sont consultables sur un site dédié publié par Météo-France en novembre 2022.

## Urbanisme

### Typologie
Au 1er janvier 2024, Mandeure est catégorisée ceinture urbaine, selon la nouvelle grille communale de densité à 7 niveaux définie par l'Insee en 2022.
Elle appartient à l'unité urbaine de Montbéliard, une agglomération inter-départementale dont elle est une commune de la banlieue,. Par ailleurs la commune fait partie de l'aire d'attraction de Montbéliard, dont elle est une commune de la couronne,. Cette aire, qui regroupe 137 communes, est catégorisée dans les aires de 50 000 à moins de 200 000 habitants,.

### Occupation des sols
L'occupation des sols de la commune, telle qu'elle ressort de la base de données européenne d’occupation biophysique des sols Corine Land Cover (CLC), est marquée par l'importance des forêts et milieux semi-naturels (58,2 % en 2018), en augmentation par rapport à 1990 (57 %). La répartition détaillée en 2018 est la suivante : 
forêts (58,2 %), zones urbanisées (14 %), prairies (13,3 %), zones agricoles hétérogènes (7,3 %), terres arables (2,7 %), zones industrielles ou commerciales et réseaux de communication (2,2 %), cultures permanentes (2,2 %). L'évolution de l’occupation des sols de la commune et de ses infrastructures peut être observée sur les différentes représentations cartographiques du territoire : la carte de Cassini (XVIIIe siècle), la carte d'état-major (1820-1866) et les cartes ou photos aériennes de l'IGN pour la période actuelle (1950 à aujourd'hui).

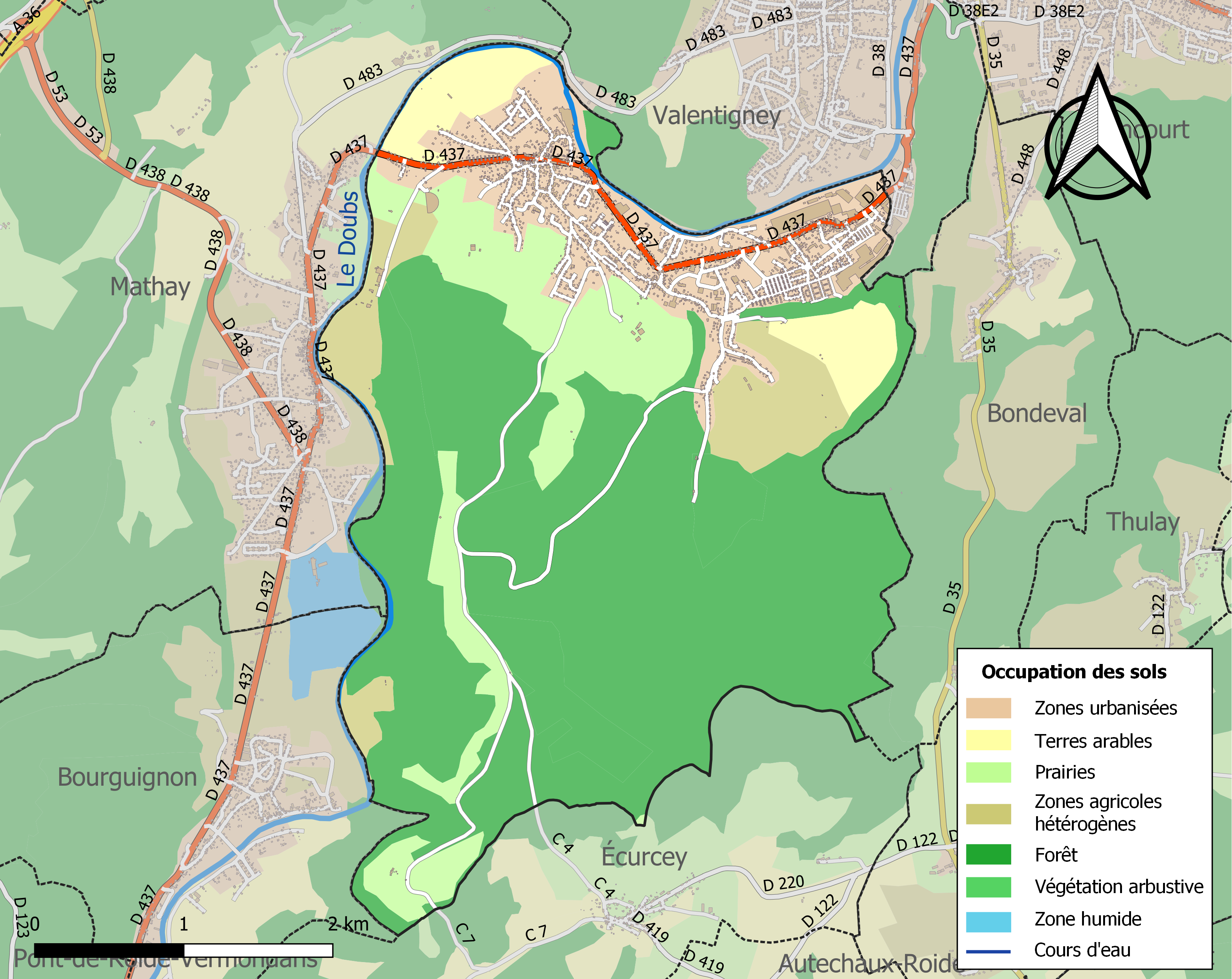
Carte des infrastructures et de l'occupation des sols de la commune en 2018 (CLC).

### Structure

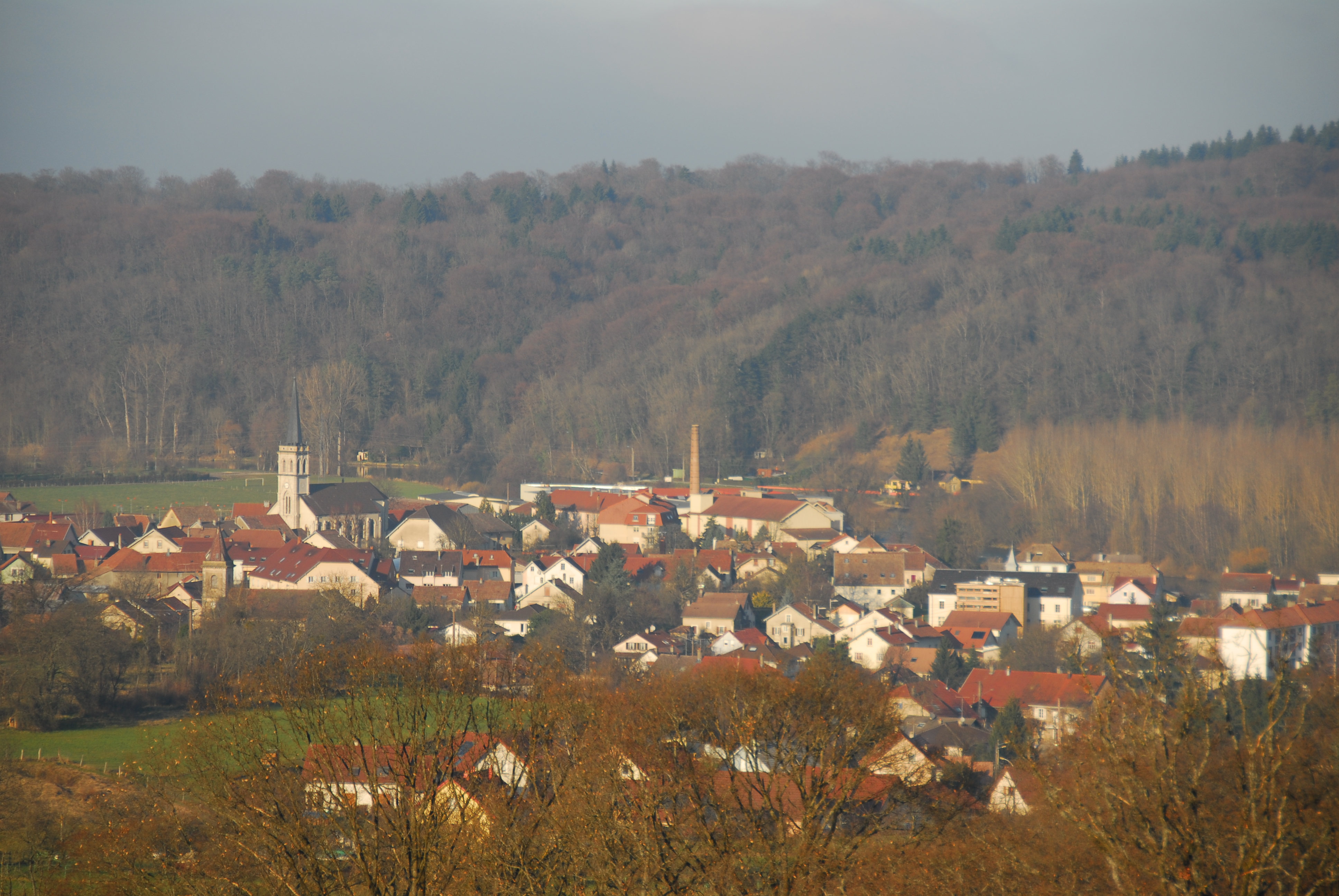
Vue générale de Mandeure.

L'urbanisation est localisée presque exclusivement dans la vallée alluviale du Doubs, qui constitue le nord du territoire communal. Là, l'agglomération s'étend sur environ 3 km le long du Doubs(p34). La partie sud comporte d'abord un petit plateau à vocation agricole dans son extrémité septentrionale, puis une vaste zone plus accidentée percée de petites combes et plantée de forêts (750 hectares)(p34).
Au début du XVIIIe siècle, trois secteurs de la plaine accueillent l'essentiel des habitants : d'ouest en est, Mandeure proprement dit, l'Enclos de Courcelotte et Courcelles(p34). Le reste de la plaine est occupé par des champs et des prés(p34).
À partir de la deuxième moitié du XIXe siècle, l'industrie arrive dans le village : papeterie à Mandeure (1868-1869(p46)) et usine Peugeot à Beaulieu (1857(p46)), un secteur précédemment inoccupé situé à l'extrême est(p38). Ces industries attirent de la main d'œuvre extérieure qu'il faut loger. Au début du XXe siècle sont construites des cités ouvrières : d'abord à Mandeure pour la papeterie (1902), puis à Beaulieu (cités roses, cités du Maroc, cités du Mexique en 1921)(p38). Beaulieu se développe très rapidement à partir de rien, mais les quartiers plus anciens croissent également, bien que plus lentement(p39) : le village de Mandeure, L'Enclos de Courcelotte et Courcelles fusionnent en une entité continue(p39).
Les secteurs Mandeure-Courcelles et Beaulieu restent bien distincts jusqu'après la seconde guerre mondiale. Courcelles fait l'objet d'un développement important vers l'est dans les années 1970 : construction d'un collège, d'un stade et d'une salle de sports, ainsi que d'immeubles de logements sociaux. Il est même prévu à l'époque d'y déplacer la mairie ; l'une des rues nouvellement tracées est ainsi nommée avenue de l'hôtel de ville, nom qui perdure longtemps malgré l'abandon définitif du projet. En 1974, un immeuble de 10 étages et d'une capacité d'accueil de 216 chambres est construit par l'Association montbéliardaise d'aide aux travailleurs (AMAT). Il est désaffecté dès 1994, et finalement détruit en avril 2010.
En 2019 la bipolarité Mandeure – Beaulieu est toujours tangible, notamment en termes de concentration des commerces, mais l'urbanisation est continue le long de la route départementale 437.

## Toponymie
Le nom de la localité est mentionné sous les formes Epomanduodurum (Itinéraire d'Antonin, seconde moitié du IVe siècle),(p11) ;  Epomanduo au VIIe siècle (table de Peutinger, copie du XIIIe siècle d'anciennes cartes romaines) ; Mandrola, probable cacographie (Cosmographie du Ravennate)(p15) ; Mandodrum et Mandourum au VIIIe siècle,(p15).
Epomanduodurum est d'origine gauloise (celtique) et signifie « marché du poney, du petit cheval ». Il s'agit d’un composé de epos « cheval » (semblable au  vieux breton eb → breton ebeul « poulain »), de mandu « poney » (d'où probablement latin mannus « poney, petit cheval de trait »), et duron « portes → marché enclos, place, forum → ville close, bourg ». Albert Dauzat donne le sens, erroné semble-t-il, de « forteresse » au mot durum (latinisation de duron), ce sens est celui de dunum (latinisation de dunon).
Remarque : le premier élément Epo- a disparu des attestations à partir du VIIIe siècle, d'où la forme Mandeure actuelle.

## Histoire

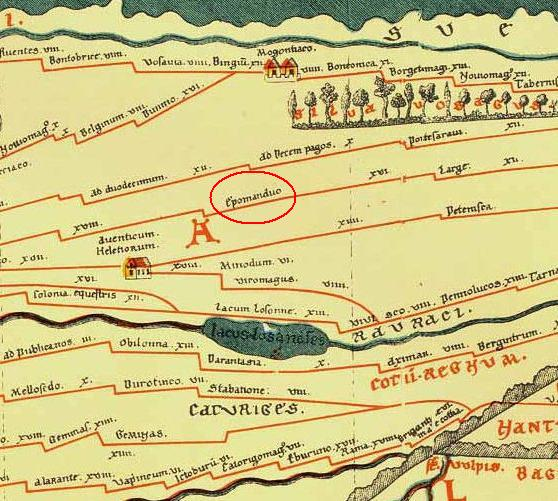
Mandeure (Epomanduo) sur la table de Peutinger.

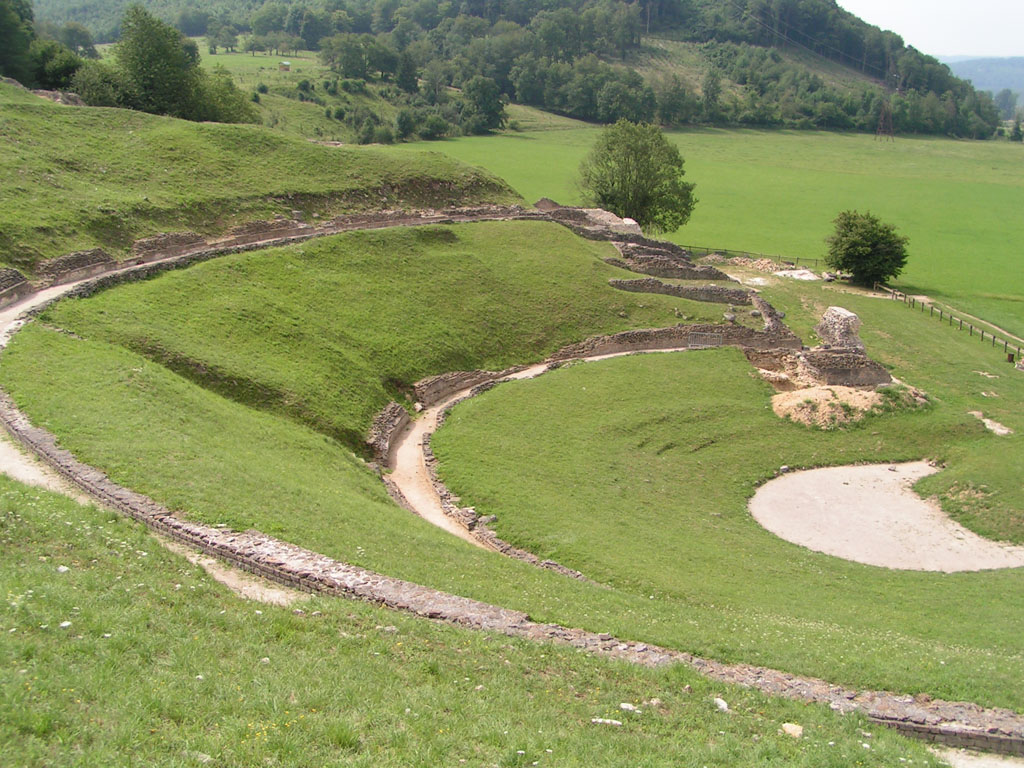
Théâtre gallo-romain de Mandeure.

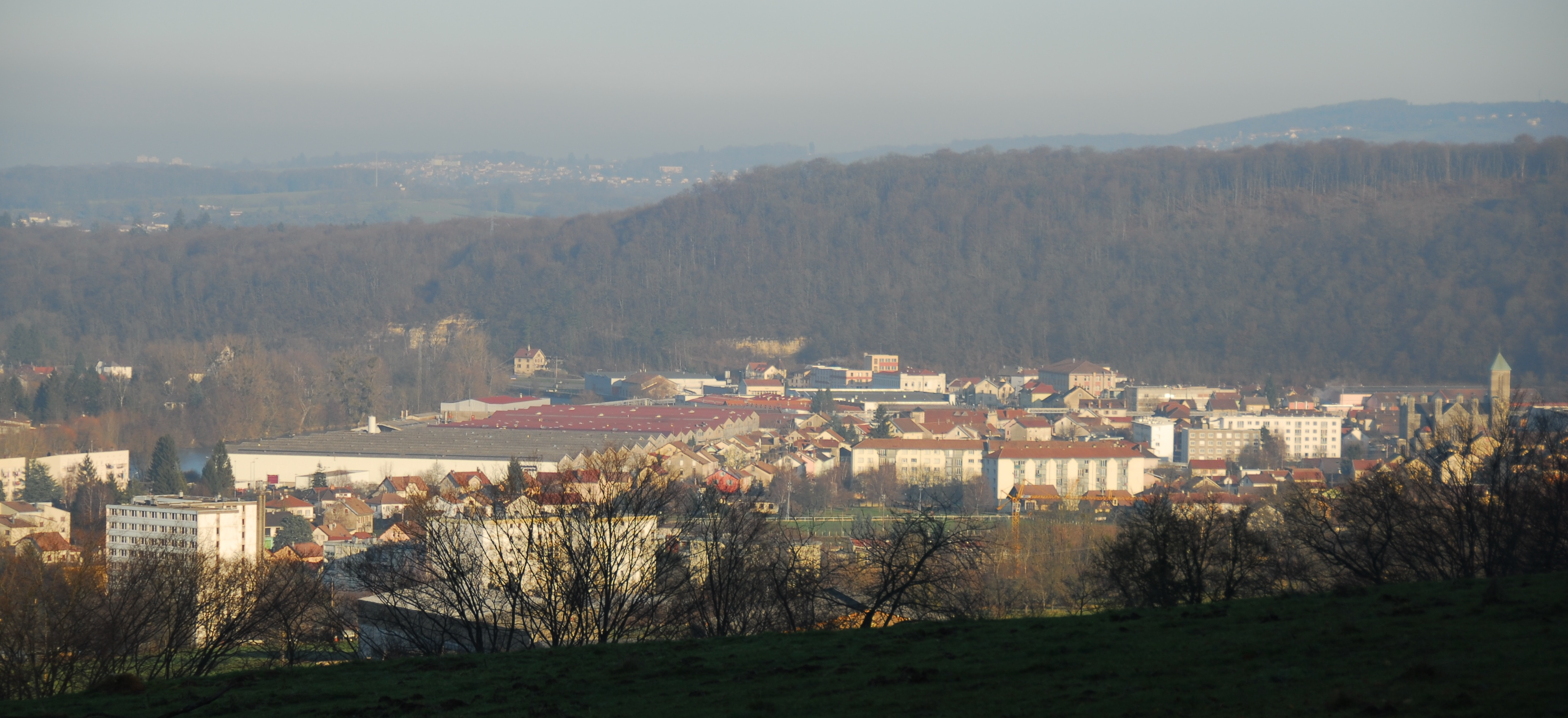
Quartier « Beaulieu » à l'est. On aperçoit les usines de Peugeot Motocycles et l'église Sainte-Thérèse.

### Antiquité
Le peuplement remonte à la période gauloise.
À l'époque romaine, Epomanduodurum était une importante cité installée dans un méandre du Doubs.
De nombreux vestiges en subsistent aujourd'hui : théâtre adossé à flanc de colline (le plus grand de Gaule selon des fouilles de 2018), bains dans l'actuel quartier de Courcelles, habitations. La cité était organisée selon un plan orthogonal, divisé en grands îlots rectangulaires. En périphérie, l'ensemble urbain et artisanal de l'Essarté était situé sur le territoire de l'actuelle Mathay.

### Moyen Âge
Après la période romaine, l'histoire de Mandeure est mal connue jusqu'au XIIe siècle, où deux actes citent un Othon de Mandeure (1136) et un Werner de Mandeure (1187). Après une période franque, Mandeure est intégrée dans l'Empire germanique. À partir du XIIe siècle, l'histoire de la cité est marquée par les rivalités entre l'archevêché de Besançon et le comté de Montbéliard (plus tard, les princes de Wurtemberg et de Montbéliard). La population est divisée en deux communautés : certains habitants dépendent de l'archevêché de Besançon, d'autres des princes de Montbéliard.

### Époque moderne
La Réforme est introduite à Mandeure en 1583. Toutefois, la Réforme a été introduite à Montbéliard dès 1524, près de soixante ans plus tôt. À partir du 25 juillet 1583, il existe deux communautés à Mandeure :
- les catholiques (environ 300 personnes), qui dépendent de l'archevêché de Besançon ;
- les luthériens (environ 30 personnes), qui dépendent des princes de Montbéliard.

Jusqu'en 1679, les deux communautés partagent la même église. Successivement, les deux communautés se voient accorder une certaine autonomie politique et économique :
- le 16 février 1518, Antoine de Vergy, l'archevêque de Besançon, donne des franchises aux habitants, ce qui les place en situation d'autogestion ;
- le 24 juin 1656, Léopold Frédéric, prince de Montbéliard, donne les mêmes droits aux luthériens.

En 1786, la seigneurie de Mandeure est cédée au roi de France, mais elle demeure une principauté ecclésiastique liée à Besançon.

### Époque contemporaine
En 1792, Raymond de Durfort, l'archevêque de Besançon, à ce titre prince de Mandeure, meurt alors qu'il s'est exilé en Suisse, à la suite de la Révolution française.
Mandeure se constitue alors en république indépendante, fondée le 15 avril 1792. La ville prend la devise aquila non capit muscas (l'aigle — la France — ne prend pas les mouches — Mandeure), devise qu'elle conserve encore aujourd'hui.
Cependant, Mandeure est définitivement annexée par la France le 10 octobre 1793, à l'occasion d'une opération menée dans le pays de Montbéliard par le conventionnel Bernard, représentant du district de Saintes (Charente-Inférieure), délégué des départements du Jura, du Doubs, de l'Ain, de la Côte-d'Or et du Mont-Terrible (Porrentruy). Elle est alors rattachée au département de la Haute-Saône, puis du Mont-Terrible en 1797, du Haut-Rhin en 1800 et enfin du Doubs en 1816.

## Économie
Jusqu'à la fin du XIXe siècle, la grande majorité des habitants de Mandeure sont agriculteurs. On cultive des vignes qui donnent des vins réputés localement. Des industries (entreprise Peugeot et papeterie) s'installent alors à Mandeure ; l'agriculture régresse fortement, modifiant radicalement la physionomie de la commune. Tout au long du XXe siècle, Mandeure est un centre industriel important. Toutefois, le nombre d'emplois industriels décline fortement au début du XXIe siècle.
Dès la fin du XIXe siècle, le principal industriel installé à Mandeure est Peugeot. Ainsi, des automobiles puis des motos et des vélos Peugeot et des pièces automobiles ont été fabriquées à Mandeure. Cet ensemble industriel, intégralement dans le giron du groupe PSA jusqu'au début des années 2000, est actuellement scindé en deux unités bien distinctes :
- Une usine de colonnes de direction de l'équipementier Fuji Autotech (groupe japonais JTEKT). Elle comptait 500 employés en 2017[20].
- Le siège social et la principale usine de la société Peugeot Motocycles qui fabrique des scooters. L'effectif a été fortement réduit depuis le milieu des années 2000, passant de 1500 à environ 280 courant 2019[21].

Jusqu'en 2021 s'y ajoutait une usine de lignes d'échappement de l'équipementier Faurecia qui comptait 315 salariés permanents en 2019. L'entreprise a cependant annoncé en mai 2019 son intention de déménager cette usine sur un autre site. Le déménagement s'est achevé fin 2021.
L'autre grande industrie de Mandeure est sa papeterie, fondée en 1883 et installée au bord du Doubs. Elle fait partie du groupe Clairefontaine depuis 1990.
Une extension achevée en 2018 a fait passer sa capacité de production à 40 000 tonnes de papier par an. La papeterie se consacre aux papiers cartons, aux bristols, aux papiers lustrés, à la billetterie, aux papiers spéciaux et aux supports pour induction magnétique. En 2018, elle employait 98 personnes.
Une société de traitement de surface et zingage, à vocation nationale, existe depuis 1964. Mandeure est également dotée d'une société de traitement des déchets.
Quelques petites exploitations agricoles subsistent.
La ville de Mandeure est dotée d'un terrain de camping situé sur les bords du Doubs. En outre, Mandeure possède de nombreux commerces et une moyenne surface.

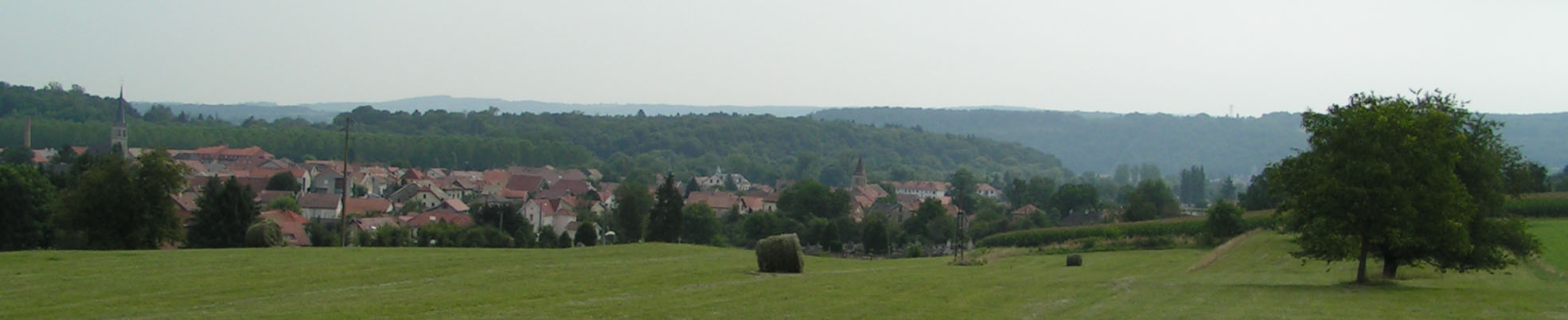
Mandeure et son plateau agricole.

## Politique et administration

### Liste des maires
| Période                                  | Période                   | Identité                                            | Étiquette | Qualité                          |
| ---------------------------------------- | ------------------------- | --------------------------------------------------- | --------- | -------------------------------- |
| 1908                                     | 1935                      | Robert Ier Peugeot                                  |           | Industriel                       |
| 1935                                     | 1941                      | Eugène II Peugeot                                   |           | Industriel                       |
| 1941                                     | 1945                      | Pierre Sire                                         |           |                                  |
| 1945                                     | 1959                      | Charles Cordier                                     |           |                                  |
| 1959                                     | 1965                      | Marcel Girardot                                     |           |                                  |
| 1965                                     | 1987                      | Eugène Courvoisier                                  | PS        |                                  |
| 1987                                     | 2014                      | Joseph Tyrode                                       | PS        | Député (1997-2002)               |

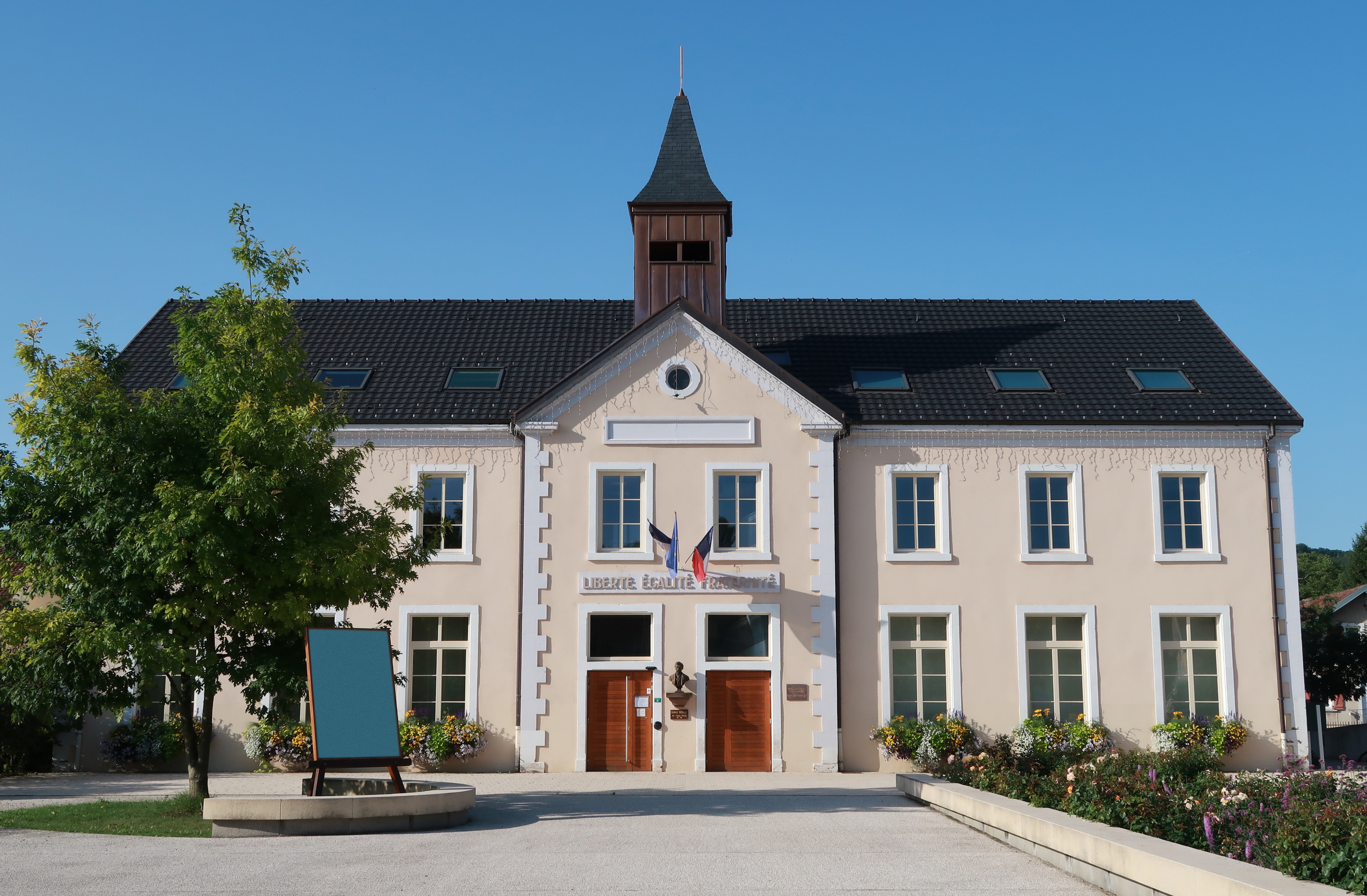
La mairie.

| 2014                                     | En cours (au 31 mai 2020) | Jean-Pierre Hocquet, Réélu pour le mandat 2020-2026 | DVD       | Retraité de la fonction publique |
| Les données manquantes sont à compléter. |                           |                                                     |           |                                  |

## Population et société

### Démographie
L'évolution du nombre d'habitants est connue à travers les recensements de la population effectués dans la commune depuis 1793. Pour les communes de moins de 10 000 habitants, une enquête de recensement portant sur toute la population est réalisée tous les cinq ans, les populations de référence des années intermédiaires étant quant à elles estimées par interpolation ou extrapolation. Pour la commune, le premier recensement exhaustif entrant dans le cadre du nouveau dispositif a été réalisé en 2007.

En 2022, la commune comptait 4 672 habitants, en évolution de −3,33 % par rapport à 2016 (Doubs : +1,88 %, France hors Mayotte : +2,11 %).
| 1793 | 1800 | 1806 | 1821 | 1831 | 1836 | 1841 | 1846 | 1851 |
| ---- | ---- | ---- | ---- | ---- | ---- | ---- | ---- | ---- |
| 625  | 631  | 640  | 707  | 711  | 846  | 905  | 908  | 961  |

| 1856 | 1861 | 1866  | 1872  | 1876  | 1881  | 1886  | 1891  | 1896  |
| ---- | ---- | ----- | ----- | ----- | ----- | ----- | ----- | ----- |
| 904  | 996  | 1 013 | 1 061 | 1 047 | 1 118 | 1 190 | 1 294 | 1 629 |

| 1901  | 1906  | 1911  | 1921  | 1926  | 1931  | 1936  | 1946  | 1954  |
| ----- | ----- | ----- | ----- | ----- | ----- | ----- | ----- | ----- |
| 1 933 | 2 409 | 2 871 | 4 179 | 5 124 | 5 180 | 4 985 | 4 564 | 5 120 |

| 1962  | 1968  | 1975  | 1982  | 1990  | 1999  | 2006  | 2007  | 2012  |
| ----- | ----- | ----- | ----- | ----- | ----- | ----- | ----- | ----- |
| 5 186 | 5 550 | 6 596 | 6 105 | 5 402 | 5 142 | 5 035 | 5 022 | 4 878 |

| 2017  | 2022  | - | - | - | - | - | - | - |
| ----- | ----- | - | - | - | - | - | - | - |
| 4 819 | 4 672 | - | - | - | - | - | - | - |

À l'époque romaine, certaines sources attestent d'une population allant jusqu'à 30 000 habitants.

### Enseignement
Trois groupes scolaires du primaire sont présents sur la commune : deux écoles publiques (une à Beaulieu et une à Mandeure), ainsi qu'une école privée catholique à Mandeure.
Par ailleurs, le collège Jean-Paul Guyot accueille des élèves de la commune et de communes voisines de la 6e à la 3e.
Il existe en outre une maison familiale rurale.

### Santé
L'hôpital le plus proche est l'hôpital Nord Franche-Comté situé à Trévenans, dans le sud du Territoire de Belfort (département voisin),.

### Lieux de culte

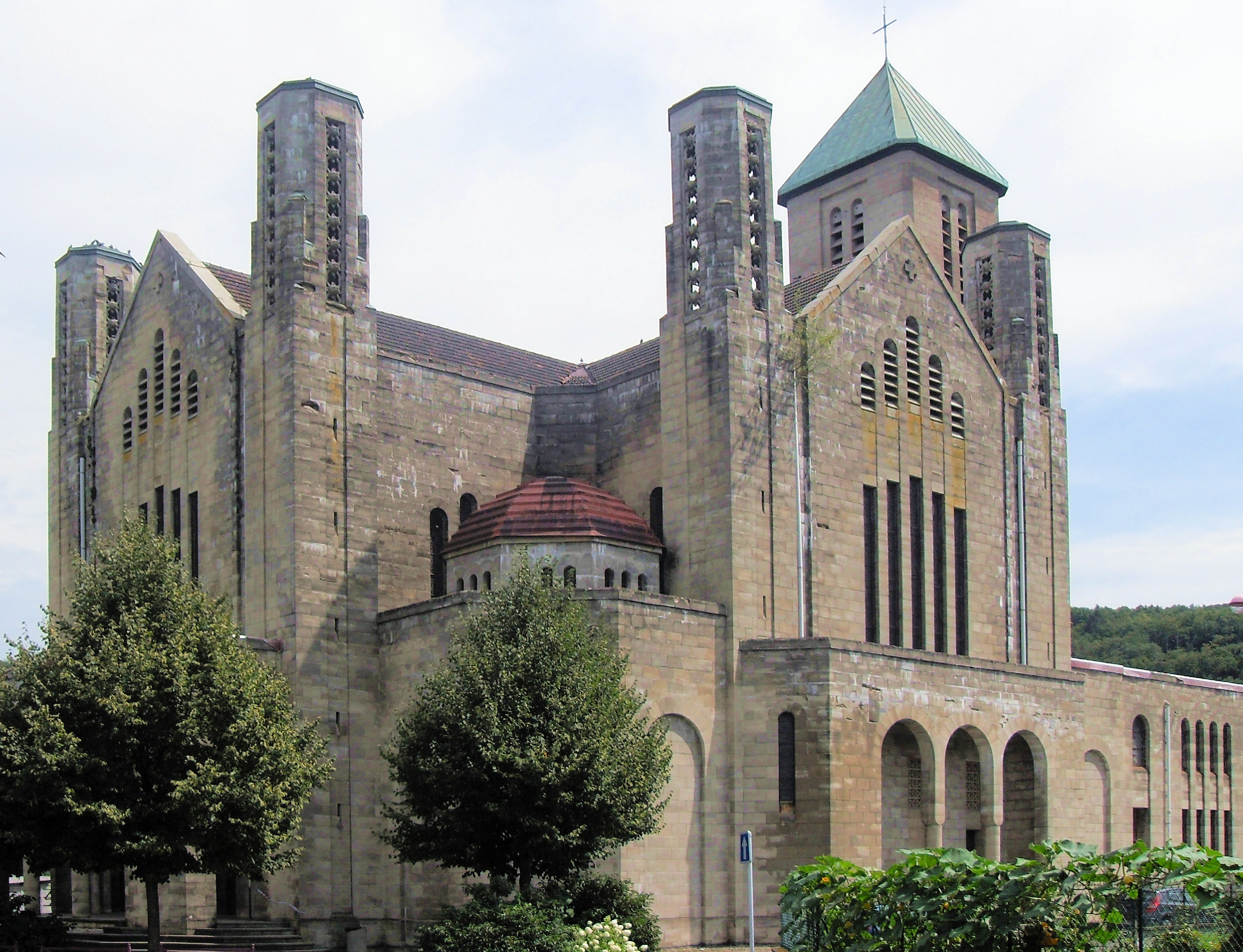
Ancienne église Sainte-Thérèse (démolie en 2015).

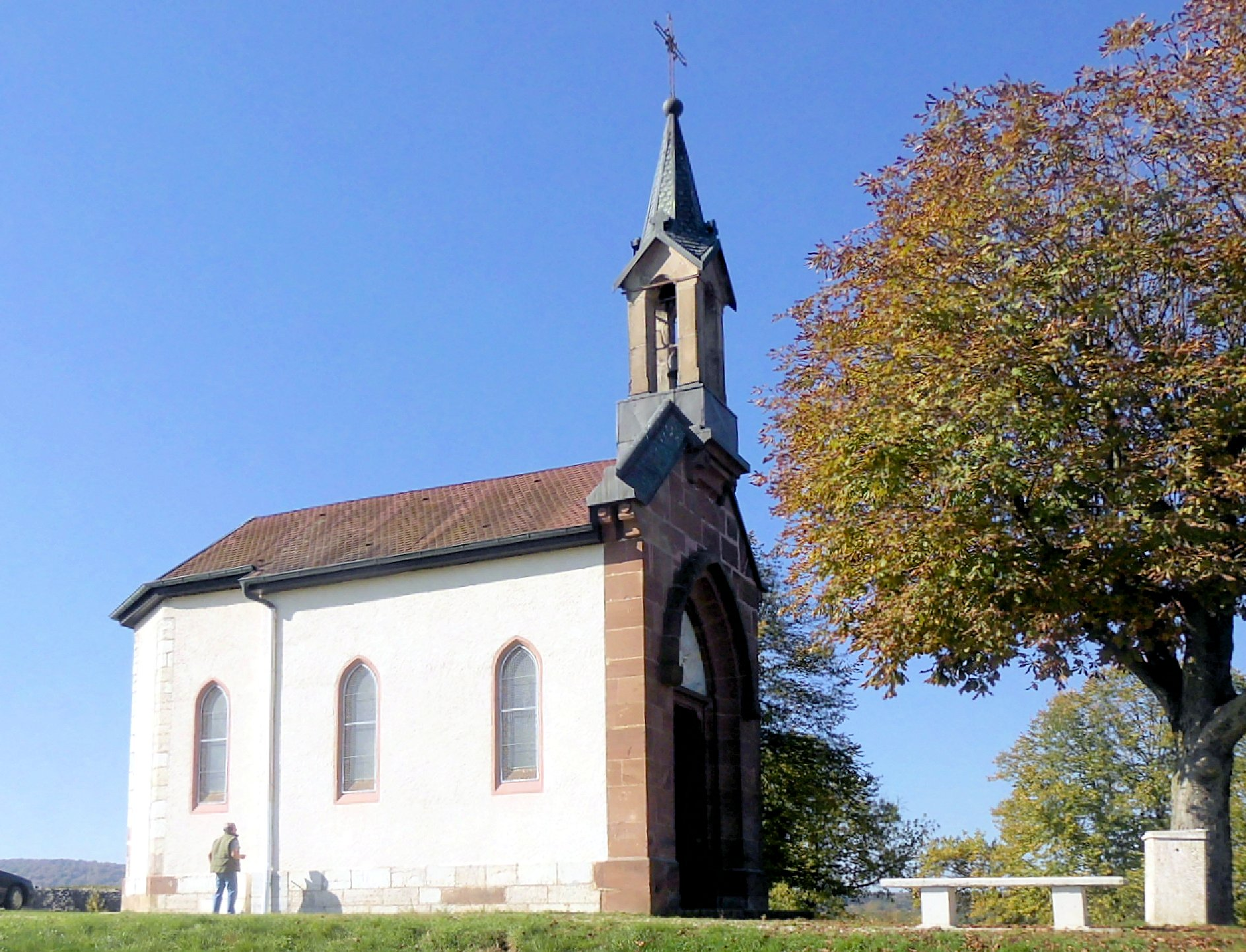
Chapelle Notre Dame de Bon-Secours.

La communauté catholique dispose de l'église Saint-Martin située à Mandeure et bâtie au XIXe siècle. Une seconde église a été érigée à Beaulieu en 1936 : l'église Sainte-Thérèse, inspirée architecturalement de la basilique Sainte-Thérèse de Lisieux. Cependant, construite en béton à l'économie, elle présente des signes avancés de détérioration au début des années 2010. Les réparations sont jugés trop coûteuses par rapport au faible nombre de paroissiens : l'église est désacralisée en 2014 et finalement détruite en août 2015. Il existe également la chapelle Notre Dame de Bon-Secours, située sur la colline au-dessus du théâtre antique(p84).
Mandeure est dotée de deux lieux de culte luthériens. D'une part, une église est située à Mandeure. Œuvre de l'architecture Frédéric Morel-Macler, elle a été construite entre 1845 et 1848. D'autre part, un centre paroissial a été construit en 1965 à Beaulieu, selon des plans de l'architecte Jean de Montmollin. Il remplace un édifice plus ancien, vendu en 1955 à l'usine Peugeot en raison de son extension.
Une association cultuelle musulmane existe depuis 2011 ; elle dispose d'une salle de prière.

### Autres équipements
La mairie actuelle date de 1904. Elle est l'œuvre de l'architecte Charles-Frédéric Surleau(p72).
La commune demande le raccordement au télégraphe et un bureau de poste en 1884. Cependant celui-ci n'est établi qu'en 1918. La première ligne téléphonique (privée) date de 1903.
En 1965 on décide la réalisation d'une route forestière de 5 km dans la partie boisée de la commune. Son objectif premier est d'améliorer la rentabilité de l'exploitation du bois, mais la commune en profite pour aménager le site de détente dit du Belvédère. Cet espace comporte aujourd'hui un point de vue, des aires de pique-nique et de jeu, une aire d'envol des parapentes et une piste de BMX construite en 1986.
Mandeure dispose d'un complexe sportif, avec stades et salle de sports, baptisé Eugène Courvoisier, du nom du maire qui présida à sa réalisation.
Un circuit de moto-cross est installé dans la forêt au lieu-dit « le Châtelet » depuis 1979.

## Culture locale et patrimoine

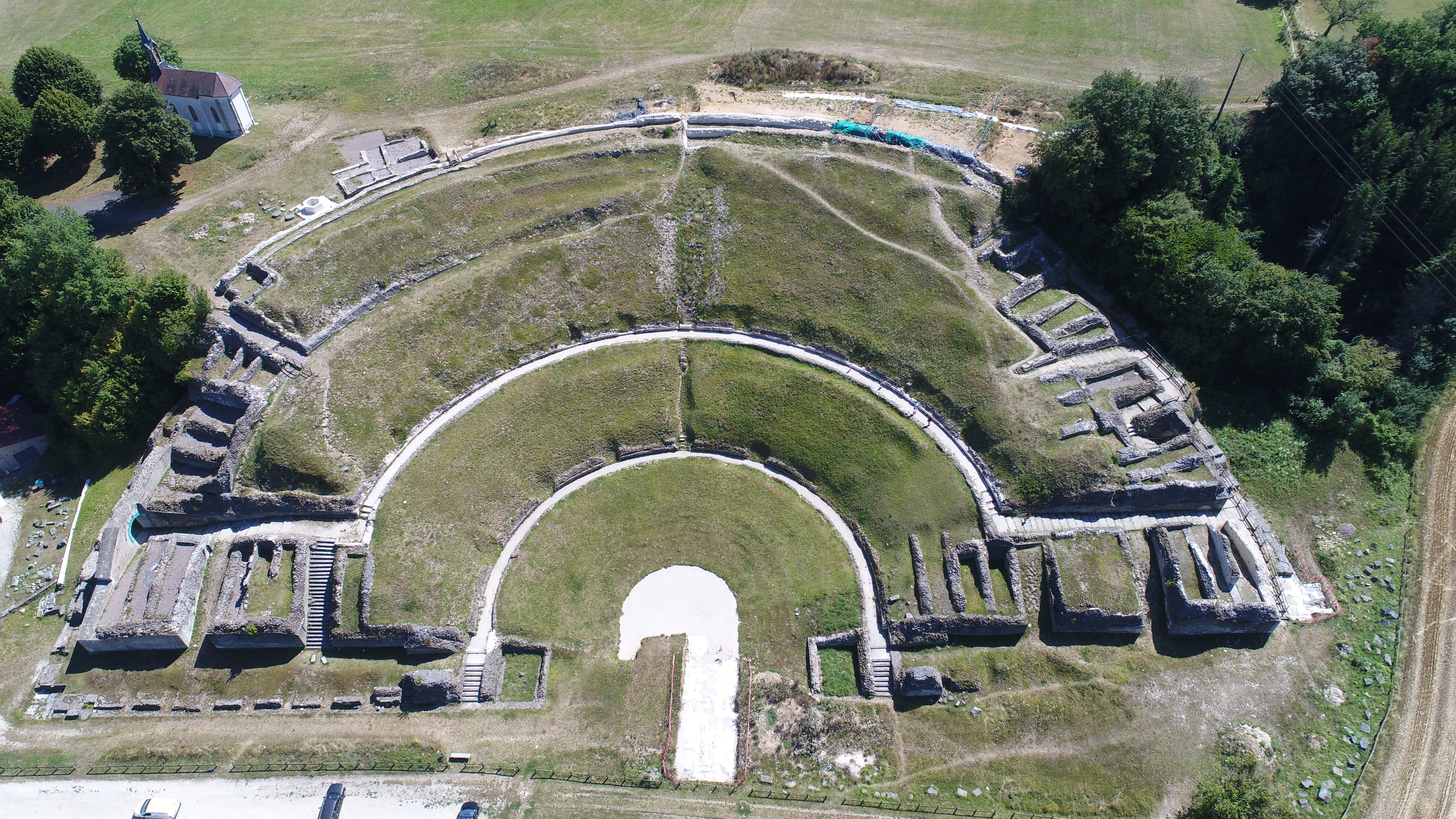
Le théâtre antique de Mandeure.

### Lieux et monuments
- Théâtre antique du Ier siècle classé aux monuments historiques en 1964.
- Vestiges enfouis des bains de Courcelles, inscrits aux monuments historiques en 1990.
- Croix de cimetière de Mandeure, près de l'église, inscrite aux monuments historiques en 1926.

### Personnalités liées à la commune
- Frédéric Bataille (1850-1946), poète et mycologue.
- Frédéric Macler (1869-1938), orientaliste et arménologue, est né a Mandeure.
- Jeannette Deweirder (1932-2020), syndicaliste, féministe et femme politique française, née à Mandeure.
- Grégory Gaultier (né en 1982), joueur professionnel de squash (champion du monde 2015, no 1 mondial en 2009, 8 fois champion d'Europe).
- David Zollinger (né en 1982), pilote automobile, quatre fois champion d'Europe (2009, 2010, 2011 et 2013), quatre fois champion de France (2003, 2005, 2007 et 2008) et deux fois vice-champion (2004 et 2006).

### Héraldique
| Blason de Mandeure | Les armes de Mandeure se blasonnent ainsi : tiercé en pairle, au premier d'argent à une abeille d'or, au deuxième d'azur à un bar d'argent, au troisième de gueules à un bar d'or, les deux bars posés adossés. * Il y a là non-respect de la règle de contrariété des couleurs : ces armes sont fautives (abeille d'or sur argent). |

L'abeille est l'emblème de la République de Mandeure ; les deux bars sont issus des armoiries des comtes de Montbéliard.